# Las Chicharras
Las Chicharras es una localidad del estado mexicano de Chiapas. Es parte del municipio de Bella Vista.

## Demografía
| Gráfica de evolución demográfica |
|                                  |

| Censo | Población |
| ----- | --------- |
| 1910  | 275       |
| 1921  | 471       |
| 1930  | 561       |
| 1940  | 973       |
| 1950  | 741       |
| 1960  | 984       |
| 1970  | 883       |
| 1980  | 996       |
| 1990  | 1 205     |
| 2000  | 1 253     |
| 2010  | 1 324     |
| 2020  | 1 360     |